# 児島強介

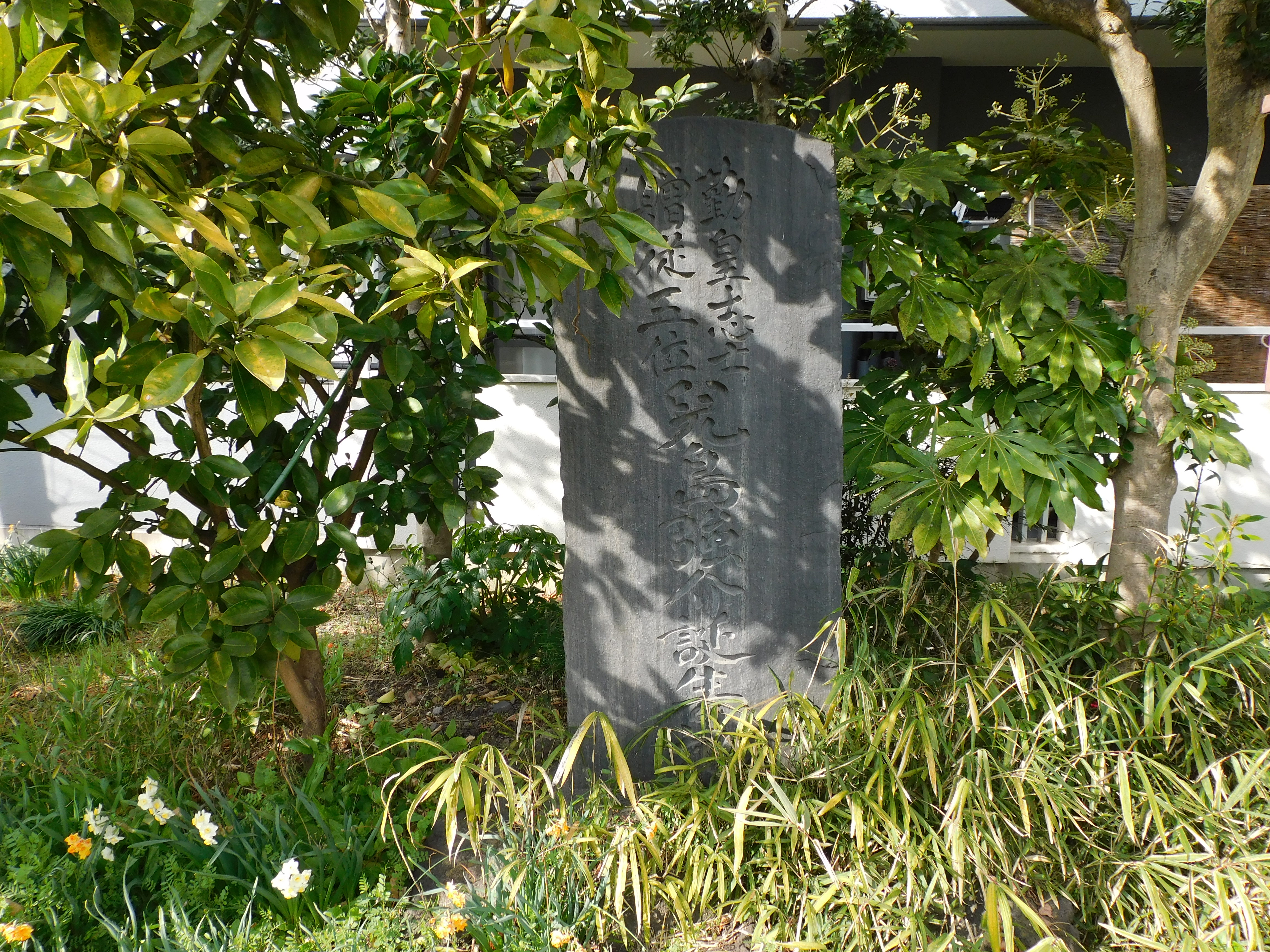
児島強介誕生の地の碑（栃木県宇都宮市）

児島 強介（こじま きょうすけ、天保8年（1837年）- 文久2年6月25日（1862年7月21日）は、幕末の尊皇派志士。文久2年の坂下門外の変に関与して収監され獄死した。その辞世が、「義烈回天百首」に収められている。本姓は小島、名は「強助」「孝助」とも書かれる。字は矯（たかし）、幼名は倉之介、号は草臣、葦原処士など。

## 人物略歴
天保8年（1837年）、下野国宇都宮城下の大町（現・宇都宮市一番町）に生まれる。小島家は佐野氏に仕えた武士の家系で、強介の父は秤商を営んでいた。南北朝時代の武将・児島高徳への崇敬の念から、子孫を自称し、姓を「児島」に変えた。手塚家の養子に入り、儒学を宇都宮藩の江戸定府の儒者大橋訥庵に学んだ。また、安政6年（1859年）には平田門下の師岡正胤の紹介で平田銕胤（平田篤胤の養子）の国学塾気吹舎に入門している。
安政7年（1860年）の桜田門外の変ののち、幕府の最高実力者となった老中安藤信正は公武合体の実現のため、孝明天皇の妹和宮と14代将軍徳川家茂との婚姻を推し進めたが、師の大橋訥庵はこの結婚に強硬に反対し、討幕も考えるようになった。文久元年（1861年）9月、訥庵は強介を水戸に派遣し、外国人を襲撃して幕府を混乱させ、公武合体策の頓挫を図った。これに対し、水戸藩の激派からは宇都宮藩の志士と協力して安藤を暗殺したい旨の回答があり、強介はそれを訥庵に伝えた。
訥庵は門弟たちとともに輪王寺宮を擁立して攘夷の兵を挙げることも計画したが、十分な人数が集まらず計画は断念した。水戸側では挙兵よりも老中暗殺を優先させたい意向が強かった。ここにいたって訥庵は老中暗殺に向けて行動を開始し、強介もその意を受けて動いた。この頃、強介は病床にあったため行動を共に出来ず、家産を傾けて資金を用立てる等して計画を援助していたという。
文久2年正月12日、訥庵は一橋慶喜近習の山本繁太郎の密告により幕府によって捕縛された。訥庵の捕縛を受けて、正月15日（1862年2月13日）、平山兵介、小田彦三郎、黒沢五郎、高畑総次郎、河野顕三、川本杜太郎の6名が安藤信正を襲撃（坂下門外の変）、襲撃実行犯はその場で切り伏せられ、計画に関与した者の内、横田藤四郎は逃亡したが、強介をはじめ横田藤太郎（藤四郎長男）、小山長円らは捕縛された。強介が獄死したのは同年6月25日のことであった。その間、『孤囚日記』を書き記している。享年26。江戸の小塚原回向院に葬られた後、宇都宮の清巌寺に分骨された。清巌寺の墓碑には「手塚強介矯墓」と刻まれている。
1908年（明治41年）、従五位を追贈された。これを受け、義兄の手塚藤平は、蒲生神社の近くにある手塚家の墓地に「處子強介墓」の碑と贈位碑を建立した。「處子強介墓」の文字は、投獄されたときに強介本人が自宅宛てに送った自書である。

## 辞世
- 天地（あめつち）にはぢぬ心のいかなれば 我が身にはづるいましめの縄